# Inini
Inini – rzeka w zachodniej części Gujany Francuskiej, dopływ Maroni.